# Interstate 275 (Cincinnati Bypass)
L'Interstate 275 (I-275) è un'autostrada statunitense della Interstate Highway che si estende per 134,72 chilometri e crea un anello tangenziale intorno alla città di Cincinnati.

## Percorso
| Interstate 275 Cincinnati Bypass |     |                                               |
| Stato                            | N°  | Indicazione Dir. West                         |
| Kentucky                         | 2   | Mineola Pike                                  |
| Kentucky                         | 4A  | East To KY-20                                 |
| Kentucky                         | 4B  | West Airport                                  |
| Kentucky                         | 8A  | North                                         |
| Kentucky                         | 8B  | South Hebron                                  |
| Kentucky                         | 11  | Petersburg                                    |
| Indiana                          | 16  | Greendale Lawrenceburg Aurora                 |
| Ohio                             | 21  | Kilby Rd                                      |
| Ohio                             | 25  | West Indianapolis                             |
| Ohio                             | 7   | Hamilton Cleves                               |
| Ohio                             | 9   | South Cincinnati                              |
| Ohio                             | 31  | Ronald Reagan Highway Blue Rock Rd            |
| Ohio                             | 33  | Colerain Ave                                  |
| Ohio                             | 36  | Hamilton Mt Healthy                           |
| Ohio                             | 39  | Winton Rd Fairfield Forest Park               |
| Ohio                             | 41  | Fairfield Springdale                          |
| Ohio                             | 42  | Springdale Glendale                           |
| Ohio                             | 43A | South Cincinnati                              |
| Ohio                             | 43B | North Dayton                                  |
| Ohio                             | 44  | Mosteller Rd                                  |
| Ohio                             | 46  | Mason Sharonville                             |
| Ohio                             | 47  | Reed Hartman Highway                          |
| Ohio                             | 49  | North/South Columbus/Cincinnati               |
| Ohio                             | 50  | Montgomery Morrow                             |
| Ohio                             | 52  | Loveland Indian Hill                          |
| Ohio                             | 54  | Wards Corner Road                             |
| Ohio                             | 57  | Blanchester Milford                           |
| Ohio                             | 59  | to Milford Pkwy Hillsboro                     |
| Ohio                             | 63  | Newton Batavia                                |
| Ohio                             | 65  | Beechmont Amelia                              |
| Ohio                             | 69  | Five Mile Rd                                  |
| Ohio                             | 71  | East New Richmond                             |
| Ohio                             | 72  | West Kellogg Ave                              |
| Kentucky                         | 74A | To Alexandria                                 |
| Kentucky                         | 74B | North Newport Cincinnati                      |
| Kentucky                         | 77  | Wilder Maysville                              |
| Kentucky                         | 79  | Taylor Mill Rd Taylor Mill Covington          |
| Kentucky                         | 80  | Independence Covington                        |
| Kentucky                         | 82  | Turkeyfoot Rd                                 |
| Kentucky                         | 83  | Dixie Hwy                                     |
| Kentucky                         | 84  | North/South Lexington Louisville / Cincinnati |